# Amilcar Campos Padovani
Amilcar Campos Padovani (Juiz de Fora, 29 de outubro de 1936) é um advogado e político brasileiro do estado de Minas Gerais.
Foi vereador em Juiz de Fora no período de 1962 a 1966.
Amilcar Padovani foi deputado estadual de Minas Gerais por seis legislaturas: da 6ª à 9ª (1967 - 1983), pelo MDB e da 11ª à 12ª legislatura (1987 a 1995), eleito respectivamente pelo PDT e pelo PTR.

Amilcar foi secretário administrativo da Casemg e assessor da presidência da Copasa. Atualmente é advogado na área tributária na região de Juiz de Fora.